# خدمات هدایت تماس
(خدمات) هدایت تماس (به انگلیسی: call forwarding یا call diversion) نوعی پردازش تماس است که به کاربر امکان می‌دهد تماس‌های تلفنی را به‌طور خودکار به تلفن یا افزارۀ دیگری، مانند سامانۀ پست صوتی، هدایت ‌کند.

## برابرهای فارسی
هدایت تماس برابرنهادۀ فرهنگستان است در ایران برای بیان این مفهوم بیشتر اصطلاح دایوِرت (کردن) به کار می‌رود. گوشی‌های مختلف از برابر‌های فارسی دیگری هم برای آن بهره گرفته‌اند؛ برای نمونه در گوشی‌های سونی اکسپریا اصطلاح انتقال تماس (به دیگری) به کار رفته است.

روش کاربرد برابر فارسی فرهنگستان در جمله‌ها:

«خطّ قبلی‌ام را هدایت کردم روی خطّ جدیدم.»
به جای
«خطّ قبلی‌ام را دایورت کردم روی خطّ جدیدم.»

این مفهوم در فارسی عامیانه به شکل دیگری هم بیان می‌شود. با الگو گرفتن از اصطلاح عامیانۀ «خط روی خط افتادن»، که بیانگر یکی از اختلال‌های ارتباطی است، گاهی به جای جمله‌ای مانند:

«خطّ قبلی‌ام را دایورت کردم روی خطّ جدیدم.»
گفته می‌شود:
«خطّ قبلی‌ام را انداختم روی خطّ جدیدم.».

## منبع‌ها
1. ↑  «جست‌وجوی واژه‌های مصوب فرهنگستان». بایگانی‌شده از اصلی در ۴ دسامبر ۲۰۱۴. دریافت‌شده در ۱۳ نوامبر ۲۰۱۳.